# Aleksandr Kovalëv
Aleksandr Vladimirovič Kovalëv (in russo Александр Владимирович Ковалëв?; Belaja Kalitva, 2 marzo 1975) è un canoista russo.
Oltre alle due medaglie olimpiche di Atene 2004, argento nel C2 1000 m e bronzo nel C2 500 m, in coppia con Aleksandr Kostoglod, ha vinto tre titoli mondiali.

## Palmarès
- Olimpiadi

Atene 2004: argento nel C2 1000 m e bronzo nel C2 500 m.
- Mondiali

1998: oro nel C2 1000 m.
1999: oro nel C2 1000 m e bronzo nel C2 500 m.
2001: bronzo nel C4 200 m.
2003: argento nel C2 1000 m.
2005: oro nel C4 200 m.
- Campionati europei di canoa/kayak sprint

Zagabria 1999: oro nel C2 1000 m e argento nel C2 500 m.
Poznań 2000: bronzo nel C2 500 m e nel C2 1000 m.
Poznań 2004: argento nel C2 1000 m.
Poznań 2005: argento nel C4 200 m e bronzo nel C2 500 m.